# Sternophoridae
Sternophoridae es una familia de Pseudoscorpionida con unas 20 especies descriptas en tres géneros. Si bien Afrosternophorus es un género del Viejo Mundo, propio de Australasia (el cual a pesar de su nombre posee solo una especie africana), los otros dos géneros habitan en el Nuevo Mundo, desde El Salvador hasta el sur de Estados Unidos y en la República Dominicana.

## Especies
- Afrosternophorus Beier, 1967

- Afrosternophorus aethiopicus Beier, 1967 — Etiopía
- Afrosternophorus anabates Harvey, 1985 — Australia
- Afrosternophorus araucariae Beier, 1971 — Nueva Guinea
- Afrosternophorus cavernae Beier, 1982 — Nueva Guinea
- Afrosternophorus ceylonicus Beier, 1973 — India, Sri Lanka
- Afrosternophorus chamberlini Redikorzev, 1938 — Laos, Vietnam
- Afrosternophorus cylindrimanus Beier, 1951 — Laos
- Afrosternophorus dawydoffi Beier, 1951 — Camboya, Vietnam
- Afrosternophorus fallax Harvey, 1985 — Vietnam
- Afrosternophorus grayi Beier, 1971 — Nueva Guinea
- Afrosternophorus hirsti J.C. Chamberlin, 1932 — Australia
- Afrosternophorus nanus Harvey, 1985 — Australia
- Afrosternophorus papuanus Beier, 1975 — Nueva Guinea
- Afrosternophorus xalyx Harvey, 1985 — Australia

- Garyops Banks, 1909

- Garyops centralis Beier, 1953 — El Salvador
- Garyops depressus Banks, 1909 — Florida, República Dominicana
- Garyops ferrisi J.C. Chamberlin, 1932 — México
- Garyops sini J.C. Chamberlin, 1923 — México

- Idiogaryops Hoff, 1963

- Idiogaryops paludis J.C. Chamberlin, 1932 — sureste de Estados Unidos
- Idiogaryops pumilus Hoff, 1963 — Florida